# Дуцулешть
Дуцулешть, Дуцулешті (рум. Duțulești) — село у повіті Долж в Румунії. Входить до складу комуни Шимніку-де-Сус.
Село розташоване на відстані 184 км на захід від Бухареста, 15 км на північ від Крайови.

## Населення
За даними перепису населення 2002 року у селі проживали 256 осіб, усі — румуни. Усі жителі села рідною мовою назвали румунську.